# Ernő Rubik
Erno Rubik (Budimpešta, 13. srpnja 1944.) mađarski je arhitekt i izumitelj. Njegov najpoznatiji izum jest Rubikova kocka. 
Iako je Rubik postao poznat po izumu Rubikove kocke i njegovim drugim mehaničkim zagonetkama, veliki dio njegovog nedavnog rada uključuje promicanje znanosti u obrazovanju. Rubik je uključen u nekoliko organizacija kao što su Beyond Rubikova kocka, Inicijativa za učenje Rubik i Zaklada Judit Polgar čiji je cilj ulaganje studenata u znanost, matematiku i rješavanje problema u mladoj dobi.